# Argus As.IV
L'Argus As.IV era un motore aeronautico a 4 cilindri in linea raffreddato ad acqua prodotto dall'azienda tedesco imperiale Argus Motoren GmbH nel 1912.
La sua sigla deriva dalla categorizzazione Idflieg vigente nell'Impero tedesco, che assegnava la denominazione in numeri romani in base alla fascia di potenza.
Il Gruppe IV era quello assegnato ai motori nella fascia di potenza tra i 200 ed i 299 PS